# Latrell Sprewell
Latrell Fontaine Sprewell (né le 8 septembre 1970 à Milwaukee, Wisconsin) est un ancien joueur américain de basket-ball ayant évolué en NBA.

## Biographie
Il est drafté par les Warriors de Golden State en 1992 et est mis à l'écart en 1997 pour avoir tenté d'étrangler son entraîneur P.J. Carlesimo.
Transféré lors de la saison 1998-1999 aux Knicks de New York contre John Starks, Chris Mills et Terry Cummings, il emmène son nouveau club en finale NBA (défaite face aux Spurs de San Antonio). Il est envoyé en 2003 aux Timberwolves du Minnesota dans un transfert à 4 équipes impliquant Keith Van Horn, Glenn Robinson et Terrell Brandon. L'équipe bâtie autour de Sam Cassell, Kevin Garnett et Sprewell arrive en finale de la Conférence Ouest.
Après avoir disputé 913 matchs dans sa carrière, Sprewell prend sa retraite à la fin de la saison 2004-2005.
Il est notamment passé à la postérité pour sa fameuse phrase « I got a family to feed » (« j'ai une famille à nourrir ») prononcée après avoir refusé un contrat de 21 millions de dollars sur 3 ans offert par les Timberwolves du Minnesota le 9 novembre 2004.

## Période universitaire
Latrell Sprewell joue au Three Rivers Community College (en) dans l'équipe de basket-ball des Raiders à Poplar Bluff dans le Missouri de 1988 à 1990. Puis de 1990 à 1992, il joue pour l'équipe de basket-ball du Crimson Tide de l'Alabama avec de futurs joueurs NBA comme Robert Horry ou Jason Caffey.

## Palmarès
- Finales NBA contre les Spurs de San Antonio en 1999 avec les Knicks de New York
- All-Rookie Second Team 1993.
- All-NBA First Team 1994.
- All-NBA Defensive Second Team 1994.
- 4 sélections au NBA All-Star Game (1994, 1995, 1997 et 2001).

## Records NBA
- 9 tirs à trois points réussis sans en rater un seul le 9 février 2003 contre les Clippers de Los Angeles. Il partage ce record avec Ben Gordon, puis Jalen Brunson contre les Suns le 15 décembre 2023.

## Statistiques
| Saison  | Equipe      | Matchs Joués | Matchs démarrés | Minutes | FG%  | 3P%  | FT%  | REB | PAD | INT | BLK | PTS  |
| ------- | ----------- | ------------ | --------------- | ------- | ---- | ---- | ---- | --- | --- | --- | --- | ---- |
| 1992-93 | Warriors    | 77           | 69              | 35.6    | .464 | .369 | .746 | 3.5 | 3.8 | 1.6 | 0.7 | 15.4 |
| 1993-94 | Warriors    | 82           | 82              | 43.1    | .433 | .361 | .774 | 4.9 | 4.7 | 2.2 | 0.9 | 21.0 |
| 1994-95 | Warriors    | 69           | 69              | 40.2    | .418 | .276 | .781 | 3.7 | 4.0 | 1.6 | 0.7 | 20.6 |
| 1995-96 | Warriors    | 78           | 78              | 39.3    | .428 | .323 | .789 | 4.9 | 4.2 | 1.6 | 0.6 | 18.9 |
| 1996-97 | Warriors    | 80           | 79              | 41.9    | .449 | .354 | .843 | 4.6 | 6.3 | 1.7 | 0.6 | 24.2 |
| 1997-98 | Warriors    | 14           | 13              | 39.1    | .397 | .188 | .745 | 3.6 | 4.9 | 1.4 | 0.4 | 21.4 |
| 1998-99 | Knicks      | 37           | 4               | 33.3    | .415 | .273 | .812 | 4.2 | 2.5 | 1.2 | 0.1 | 16.4 |
| 1999-00 | Knicks      | 82           | 82              | 40.0    | .435 | .346 | .866 | 4.3 | 4.0 | 1.3 | 0.3 | 18.6 |
| 2000-01 | Knicks      | 77           | 77              | 39.2    | .430 | .304 | .783 | 4.5 | 3.5 | 1.4 | 0.4 | 17.7 |
| 2001-02 | Knicks      | 81           | 81              | 41.1    | .404 | .360 | .821 | 3.7 | 3.9 | 1.2 | 0.2 | 19.4 |
| 2002-03 | Knicks      | 74           | 73              | 38.6    | .403 | .372 | .794 | 3.9 | 4.5 | 1.4 | 0.3 | 16.4 |
| 2003-04 | Timerwolves | 82           | 82              | 37.8    | .409 | .331 | .814 | 3.8 | 3.5 | 1.1 | 0.3 | 16.8 |
| 2004-05 | Timerwolves | 80           | 79              | 30.6    | .414 | .327 | .830 | 3.2 | 2.2 | 0.7 | 0.3 | 12.8 |